# 卢良恕
卢良恕（1924年11月3日—2017年1月4日），男，浙江湖州人，生于上海，中华人民共和国农业学家，中国工程院院士。

## 生平
1947年1月，毕业于金陵大学农艺系。1978年，历任江苏省农业科学院副院长，院长、院党组副书记兼省科协副主席。1982年，任中国农业科学院院长。1984年，兼任中国农业科学院研究生院院长。1994年，当选为中国工程院院士。
2017年1月4日12时07分，在北京逝世。